# Marcel Pronovost
Joseph Rene Marcel Pronovost (15 de junio de 1930 - 26 de abril de 2015) fue un defensor y entrenador profesional canadiense de hockey sobre hielo. Jugó en 1206 partidos durante 20 temporadas de la Liga Nacional de Hockey (NHL) y para los Red Wings de Detroit y los Toronto Maple Leafs entre 1950 y 1970.
Pronovost murió el 26 de abril de 2015, después de una breve enfermedad, a la edad de 84 años.